# Palais Trauttmansdorff (Wien)

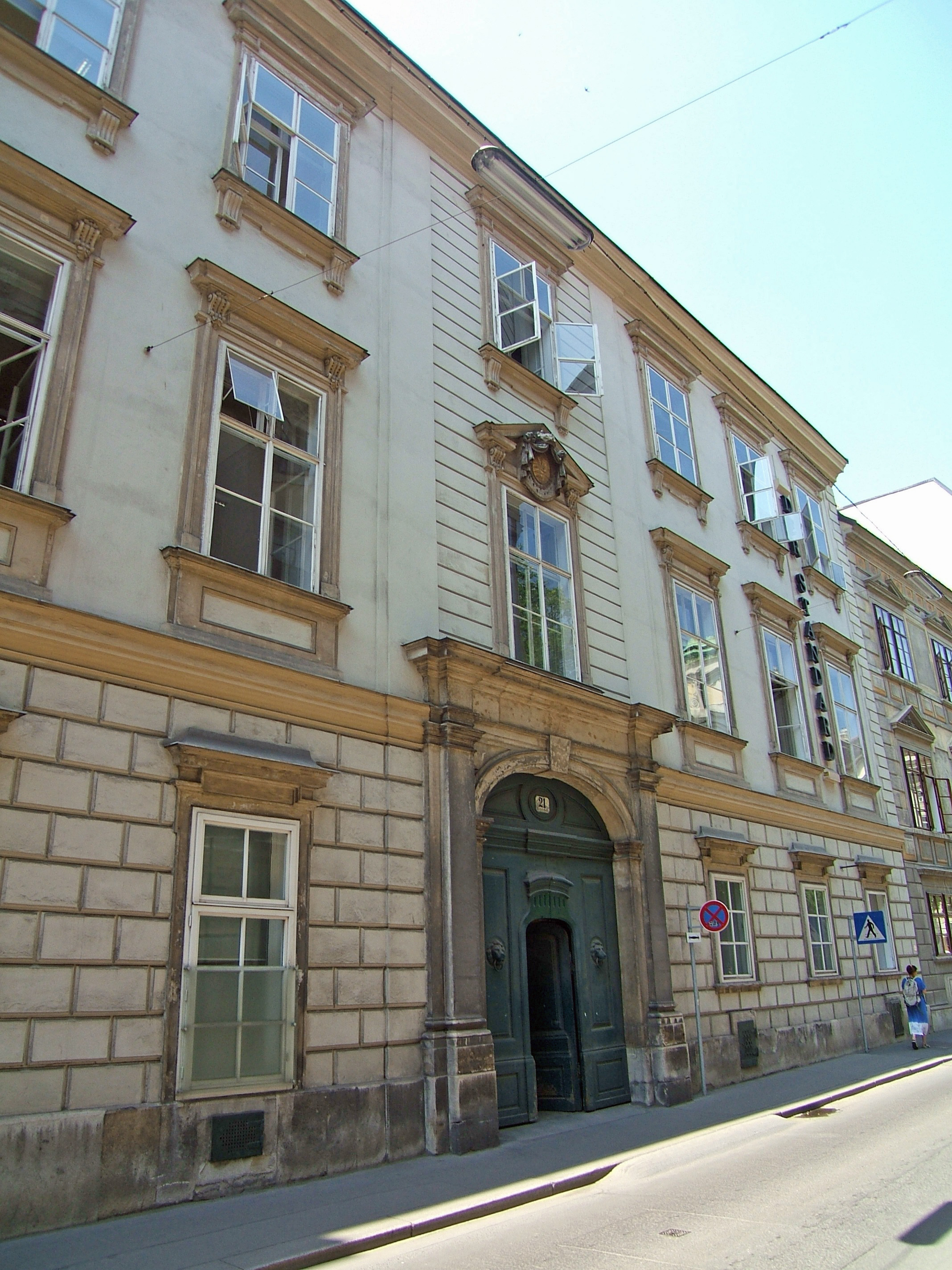
Palais Trauttmansdorff in der Wiener Herrengasse

Das Palais Trauttmansdorff in Wien, 1. Bezirk, Herrengasse 21, ist ein denkmalgeschütztes Palais. 
Der sechsachsige barocke Bau wurde Mitte des 17. Jahrhunderts zweistöckig errichtet und Ende des 18. Jahrhunderts aufgestockt und klassizistisch verändert. Im Keller gibt es noch mittelalterliche Mauern; seit dem 14. Jahrhundert lässt sich hier ein Gebäude urkundlich nachweisen. 1834 bis 1838 wurde der Trakt zur Schenkenstraße hin gebaut.
Das Palais befand sich von 1639 bis 1940 im Eigentum von Mitgliedern der (in Österreich bis 1919) gräflichen bzw. fürstlichen Familie Trauttmansdorff. Der Besitz wurde von Maximilian von und zu Trauttmansdorff, einem kaiserlichen Spitzendiplomaten, erworben, nachdem er sich 1627 an den Tuchlauben 13 angesiedelt hatte. 1966 erwarb die Niederösterreichische Brandschadenversicherung das Palais und vermietete es.
Unmittelbare Nachbarn des Palais sind auf Nr. 19 das Palais Batthyány und auf Nr. 23 das Palais Porcia, ebenso der Freyung genannte Altstadtplatz.